# Senza arte né parte
Senza arte né parte è un film del 2011 diretto da Giovanni Albanese. Nel cast troviamo Vincenzo Salemme, Giuseppe Battiston, Hassani Shapi, Donatella Finocchiaro.

## Trama
Puglia, giorni nostri. Alfonso Tammaro, industriale della pasta, cambia la sua azienda artigianale in una super tecnologica. Enzo, Carmine e Bandula, operai licenziati, vengono richiamati in servizio come custodi. Qui scoprono che il loro datore di lavoro colleziona opere d'arte di un bizzarro artista contemporaneo. Visto che i compratori le pagano a caro prezzo, decidono di riprodurre le opere e di iniziare una nuova vita da falsari d'arte. Ci riusciranno quasi, ma il fallimento definitivo di Tammaro e la vendita all'incanto delle opere (che perdono così tutto il loro valore) determina la fine della loro carriera. I pochi soldi guadagnati saranno donati all'indiano Bandula per consentirgli di raggiungere i familiari in patria.

## Riconoscimenti
Il film ha ricevuto due candidature ai Nastri d'argento: miglior commedia e migliore attore non protagonista per Giuseppe Battiston vincendo l'ultima categoria.